# Špricdeka

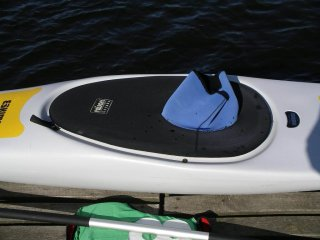
Špricdeka upevněná na kajaku

Špricdeka (krycí zástěra, též šprajda, z anglického spray skirt či spraydeck, nebo špricka, z německého Spritzdecke) je flexibilní kryt pro loď, zejména kajak nebo kánoi. Je používána v divoké vodě, nepříznivém počasí nebo sportech a zajišťuje ochranu proti pronikání vody do lodě a zároveň umožňuje jednomu nebo více kajakáři či kanoistovi pádlování a ovládání lodě.
Špricdeka je vyrobena z nepromokavého materiálu, například neoprenu nebo impregnované látky a vybavena gumou na vnějším okraji, která umožňuje pevné připevnění ke kajaku nebo kánoi.